# Le Martyre de saint Symphorien
Le Martyre de saint Symphorien est un tableau à thème religieux, peint par Jean-Auguste-Dominique Ingres en 1834. 
Il fut commandé dix ans plus tôt, en 1824, par Roch-Étienne de Vichy, évêque d'Autun, qui fit sienne une supplique des habitants d'Autun exigeant la réalisation, aux frais de l'État, d'une œuvre de grande ampleur en dédommagement du départ, en 1800, de deux tableaux de grande valeur qui se trouvaient dans la ville et dont le Directoire décida le transfert à Paris : La Vierge du chancelier Rolin de Jan van Eyck et le Mariage mystique de sainte Catherine de Sienne de Fra Bartolomeo. 
Fruit d'un travail laborieux qui commença l'année même de sa commande et préparé par un nombre important d'études (dont près de 200 dessins), l'œuvre représente Symphorien d'Autun premier martyr chrétien gaulois. Présentée comme l'œuvre maîtresse du peintre, et l'aboutissement de ses recherches formelles, la peinture qui devait être le clou du Salon de 1834, fut un échec critique retentissant, soulevant des réactions hostiles. Ingres à la suite de cet échec décida de ne plus participer au Salon de peinture, et de refuser les commandes publiques. Il s'expatria à Rome en acceptant le poste de directeur de l'Académie de France. 
Le tableau, remis à la ville d'Autun le 30 juin 1834, est accroché dans l'une des chapelles latérales de la cathédrale Saint-Lazare d'Autun, après avoir été longtemps exposé dans une salle de l'évêché.
Une trentaine d'années plus tard, Ingres a peint une réplique à petite échelle conservée au Philadelphia Museum of Art.